# Yaroslavl
Yaroslavl (en ruso Ярославль, Jaroslávl' ) es una ciudad rusa que se encuentra a unos 250 km al noreste de Moscú, a orillas del curso alto del río Volga —poco después de que este deje el embalse de Ríbinsk—, en su confluencia con el río Kótorosl. Tiene 601 403 habitantes (según el censo de 2021). Forma parte del Anillo de oro que rodea Moscú. Su casco histórico es patrimonio de la Humanidad desde 2005.
Es el centro administrativo de la óblast homónimo, y punto de intersección entre las principales carreteras, ferrocarriles y canales de la zona. También es un importante centro económico, con industria petroquímica, fábricas de neumáticos y motores diésel.

## Historia
En los siglos VIII y IX los vikingos crearon un asentamiento en la zona, a solo 7 km de la actual ciudad, conocido como Timeriovo, pero no es hasta 1010 que se funda como un puesto de avanzada del principado de Rostov. Las primeras referencias a la ciudad verificables son de 1071.
En 1218 se convirtió en la sede de un principado independiente. Sin embargo, fue anexionado por el Gran Ducado de Moscovia durante la unificación rusa, en 1463. Durante el siglo XVII, fue la segunda ciudad por tamaño de Rusia, llegando incluso a ser la capital del país cuando los polacos invadieron el país y ocuparon Moscú en 1612.

## Mapas

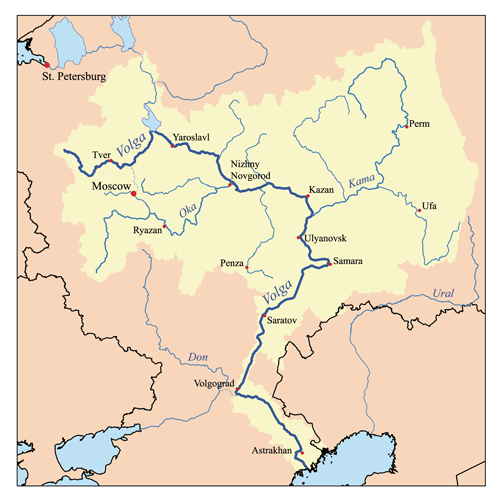
Yaroslavl en un mapa del río Volga
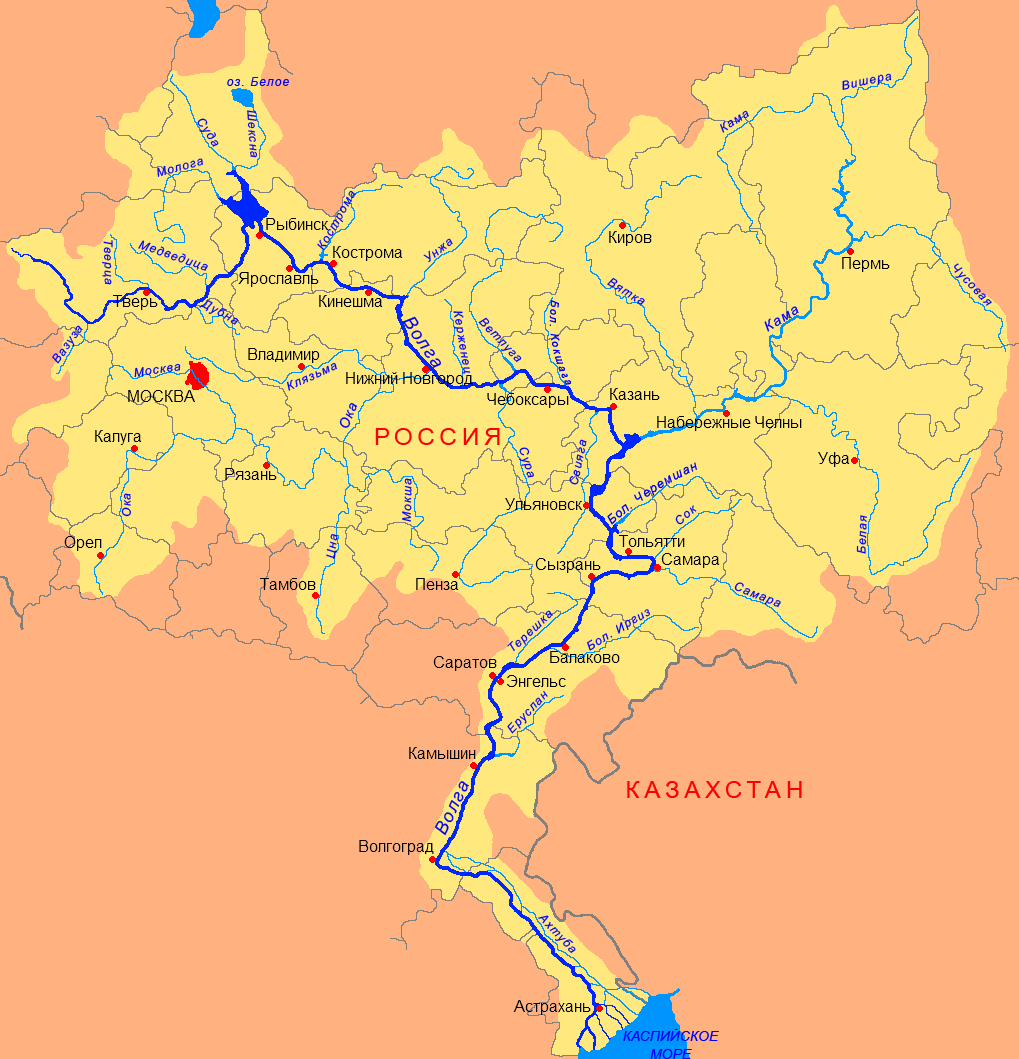
Mismo mapa en ruso
Yaroslavl en un mapa del embalse de Ríbinsk
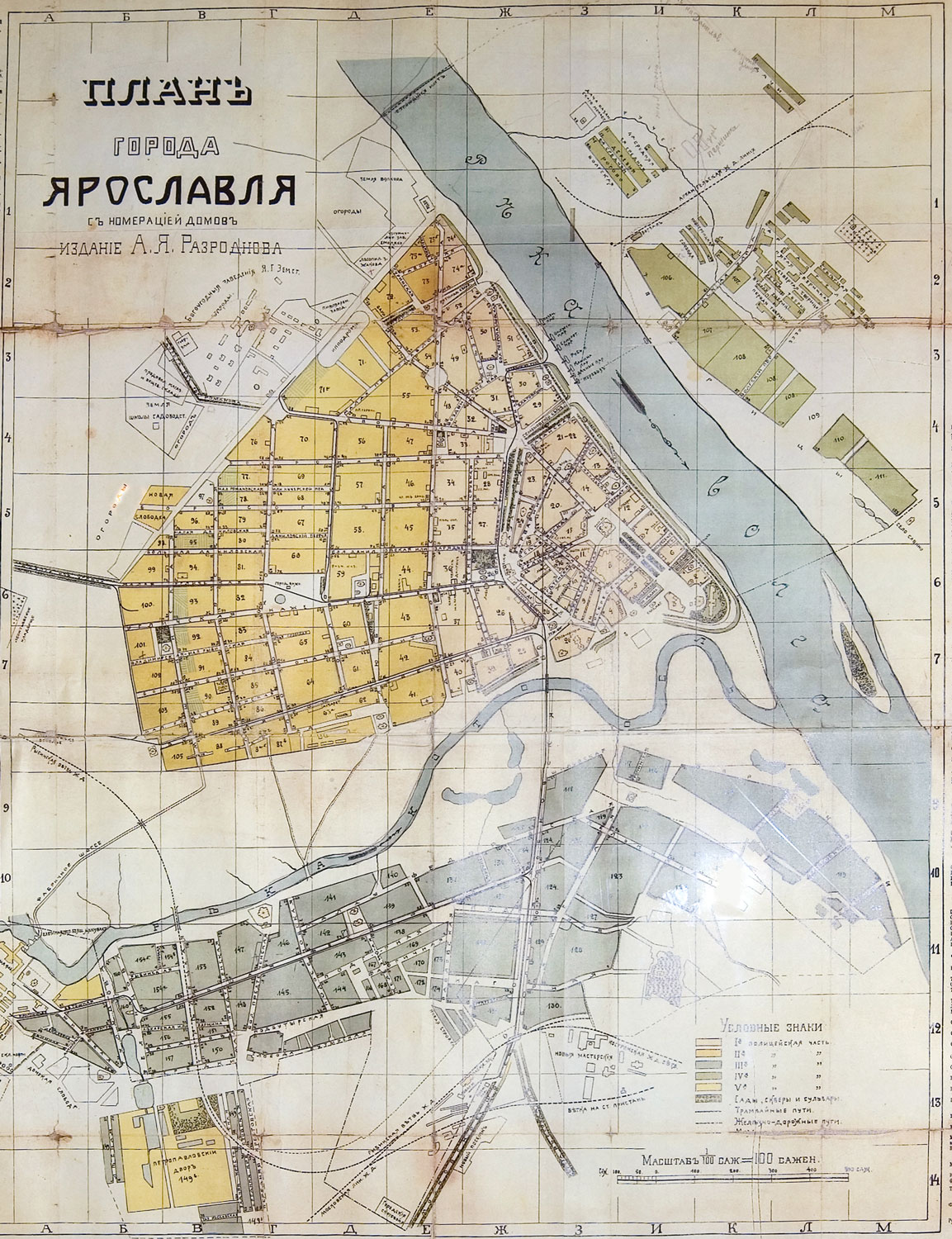
Mapa de Yaroslavl en 1911

## Clima
| Parámetros climáticos promedio de Yaroslavl, Rusia (normales 1961–1990) | Parámetros climáticos promedio de Yaroslavl, Rusia (normales 1961–1990) | Parámetros climáticos promedio de Yaroslavl, Rusia (normales 1961–1990) | Parámetros climáticos promedio de Yaroslavl, Rusia (normales 1961–1990) | Parámetros climáticos promedio de Yaroslavl, Rusia (normales 1961–1990) | Parámetros climáticos promedio de Yaroslavl, Rusia (normales 1961–1990) | Parámetros climáticos promedio de Yaroslavl, Rusia (normales 1961–1990) | Parámetros climáticos promedio de Yaroslavl, Rusia (normales 1961–1990) | Parámetros climáticos promedio de Yaroslavl, Rusia (normales 1961–1990) | Parámetros climáticos promedio de Yaroslavl, Rusia (normales 1961–1990) | Parámetros climáticos promedio de Yaroslavl, Rusia (normales 1961–1990) | Parámetros climáticos promedio de Yaroslavl, Rusia (normales 1961–1990) | Parámetros climáticos promedio de Yaroslavl, Rusia (normales 1961–1990) | Parámetros climáticos promedio de Yaroslavl, Rusia (normales 1961–1990) |
| Mes                                                                     | Ene.                                                                    | Feb.                                                                    | Mar.                                                                    | Abr.                                                                    | May.                                                                    | Jun.                                                                    | Jul.                                                                    | Ago.                                                                    | Sep.                                                                    | Oct.                                                                    | Nov.                                                                    | Dic.                                                                    | Anual                                                                   |
| ----------------------------------------------------------------------- | ----------------------------------------------------------------------- | ----------------------------------------------------------------------- | ----------------------------------------------------------------------- | ----------------------------------------------------------------------- | ----------------------------------------------------------------------- | ----------------------------------------------------------------------- | ----------------------------------------------------------------------- | ----------------------------------------------------------------------- | ----------------------------------------------------------------------- | ----------------------------------------------------------------------- | ----------------------------------------------------------------------- | ----------------------------------------------------------------------- | ----------------------------------------------------------------------- |
| Temp. máx. media (°C)                                                   | −8.2                                                                    | -5.8                                                                    | 0.1                                                                     | 9.0                                                                     | 17.8                                                                    | 21.4                                                                    | 23.3                                                                    | 21.5                                                                    | 14.9                                                                    | 7.2                                                                     | -0.2                                                                    | -5.2                                                                    | 8.0                                                                     |
| Temp. media (°C)                                                        | -12.0                                                                   | -10.0                                                                   | -4.3                                                                    | 4.5                                                                     | 12.0                                                                    | 15.7                                                                    | 17.9                                                                    | 16.1                                                                    | 10.4                                                                    | 4.1                                                                     | -2.7                                                                    | -8.4                                                                    | 3.6                                                                     |
| Temp. mín. media (°C)                                                   | −15.8                                                                   | -14.2                                                                   | -8.6                                                                    | 0.0                                                                     | 6.2                                                                     | 10.1                                                                    | 12.5                                                                    | 10.7                                                                    | 5.9                                                                     | 0.9                                                                     | -5.2                                                                    | -11.6                                                                   | -0.8                                                                    |
| Precipitación total (mm)                                                | 37                                                                      | 27                                                                      | 26                                                                      | 40                                                                      | 52                                                                      | 65                                                                      | 84                                                                      | 64                                                                      | 55                                                                      | 52                                                                      | 46                                                                      | 43                                                                      | 591                                                                     |
| Fuente: Russian Federal Meteorological Service.                         |                                                                         |                                                                         |                                                                         |                                                                         |                                                                         |                                                                         |                                                                         |                                                                         |                                                                         |                                                                         |                                                                         |                                                                         |                                                                         |

## Lugares de interés
El casco histórico, como ya se ha mencionado, es Patrimonio de la Humanidad. La ciudad contiene numerosos templos ortodoxos. Aparte del Monasterio Spaso-Preobrazhenski, las iglesias más antiguas que se conservan en la ciudad son del siglo XVII, y son del estilo típico de la ciudad: en ladrillo rojo, con brillantes azulejos como decoración. Las de San Nicolás y la del Profeta Elías contienen algunos de los más hermosos frescos del Anillo de Oro de Rusia. También hay un templo de la rama ortodoxa de los viejos creyentes, una iglesia baptista, otra luterana, una mezquita y una sinagoga.
Yaroslavl presume también de tener el teatro más antiguo de Rusia: el Teatro Vólkov, de 1750.
| N.º | Nombre                                        | Época de construcción | Imagen |
| --- | --------------------------------------------- | --------------------- | ------ |
| 1.  | Iglesia del profeta Elías                     | 1647                  |        |
| 2.  | Iglesia San Teodoro de Yaroslavl              | 1682                  |        |
| 3.  | Iglesia de San Nicolás Rúbleny                | 1695                  |        |
| 4.  | Iglesia San Juan Bautista                     | 1671                  |        |
| 5.  | Iglesia de la Epifanía                        | 1684                  |        |
| 6.  | Catedral de la Dormición                      | 1215 et 2010          |        |
| 7.  | Iglesia del Arcángel Miguel                   | 1682                  |        |
| 8.  | Iglesia del Salvador en la ciudad             | 1659                  |        |
| 9.  | Monasterio de Tolga                           | 1314                  |        |
| 10. | Monasterio de la Transfiguración del Salvador | Siglo XI              |        |
| 11. | Iglesia de la Anunciación                     | 1688                  |        |
| 12. | Iglesia de la Ascensión                       | 1682                  |        |
| 13. | Iglesia San Juan Chisóstomo                   | 1642                  |        |

## Instituciones educativas
Yaroslavl es sede de varios centros educativos superiores como la Universidad Demídov, la Universidad Politécnica de Yaroslavl, la Universidad Pedagógica Ushínskiy, la Academia Médica, una Universidad Internacional de Negocios y otra de Nuevas Tecnologías (MUBINT).
Las instituciones militares incluyen la Alta Escuela de Finanzas Militar y la Alta Escuela Antiaérea.

## Comunicaciones
La ciudad tiene una red bien desarrollada de transporte público, incluyendo autobuses, trolebuses y tranvías. Es la sede el aeropuerto Tunoshna, una antigua base aérea de la Guerra Fría, de la Base Aérea Levtsovo.
Hay un puente ferroviario que cruza el Volga, y un segundo puente sobre el mismo río, inaugurado en 2006. Hay dos grandes estaciones de tren: Yaroslavl-Glavny y Yaroslavl-Moskovski. Trenes eléctricos parten de ahí camino de Danílov, Rostov, Aleksándrov, Nerejta, y Kostromá. Locomotoras diésel también tienen rutas desde ahí, en dirección a Rýbinsk e Ivánovo. Es además una parada en varias líneas de larga distancia.

## Deportes
La ciudad tiene un equipo en la Primera División de Rusia, el FC Shinnik Yaroslavl. También alberga un equipo de hockey sobre hielo, de nombre Lokomotiv, campeón nacional de Rusia en 1996-1997, 2001-2002 y 2002-2003.

## Regiones

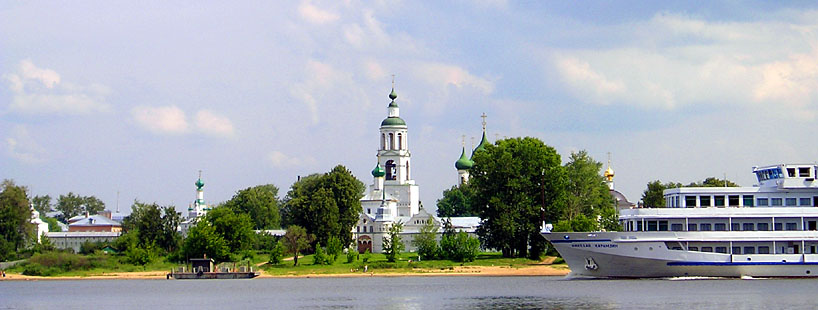
Muchos monasterios e iglesias se hallan a lo largo de la ribera del Volga.

Yaroslavl se halla dividido en seis distritos. El central abarca la orilla norte del Kótorosl y su convergencia con la orilla occidental del Volga. Se trata del centro político y económico de la ciudad, y el más antiguo núcleo habitado de la ciudad. Presume de la mayoría de los monumento arquitectónicos, desde el teatro Vólkov a la iglesia de San Elías, pasando por el estadio de fútbol, el curso del Volga y el principal monasterio. El barrio Pyatyorka está al norte del centro, pero se le incluye administrativamente en este. Se trata de una zona residencial, sin gran atractivo turístico.
Cruzando el Kótorosl se encuentran los distritos Frúnzenski y Krasnoperekopski. El primero es bastante reciente, datando de la posguerra con el gris característico de las construcciones de la época soviética, y sin gran atractivo, con la salvedad quizás de la fábrica local de cerveza Yarpivo. Frúnzensky se subdidvide a su vez en 3 microdistritos: Súzdalka, Diadkovo y Lípovaya Gorá.
El distrito de Krasnoperekopski, uno de los más antiguos de la ciudad, fue el centro de la actividad industrial en la época prerrevolucionaria, de lo que todavía quedan ciertos ecos. Krasnoperekopski se subdivide en dos subdistritos, destacando el pujante Neftestroy, que toma su nombre de la refinería cercana. Es la sede del equipo local de hockey, y se prevé que en un futuro próximo albergue el estadio de fútbol. Separado por el ferrocarril, se encuentra el subdistrito Perekop, hoy en día una de las zonas más peligrosas de la ciudad, con numerosos edificios abandonados aunque se planea su restauración. A día de hoy, es una zona empobrecida, y centro del crimen en la ciudad aunque, irónicamente, alberga varios de los parques e iglesias más famosos, como la de San Juan Bautista, cercana a la fábrica de pintura de Kótrosl y la catedral de Pedro y Pablo, una iglesia ortodoxa de curioso estilo protestante.
Al norte hay un pequeño centro industrial del que destaca la fábrica de neumáticos que patrocina al equipo de fútbol local y la fábrica de motores, amén de otras instalaciones menores. Más al norte está el distrito Dzerzhinski, así llamado en honor a Félix Dzerzhinski, fundador de la policía secreta soviética o Cheka. Su subdistrito principal es Brágino, inicialmente un pueblo independiente, pero asimilado a la urbe de Yaroslavl en su crecimiento en la posguerra. Hoy en día es la principal zona residencial de la ciudad, con el mayor número de habitantes, aunque al igual que Frúnzensky es una zona residencial de clase media sin atractivo turístico o cultural.
Al otro lado del Volga se halla el distrito Zavolzhski (en ruso tras el Volga). Zavolzhski es la zona más rural y tranquila de Yaroslavl, poblado de apartamentos prefabricados de la era soviética y bosques. Es también mayoritariamente residencial.

## Ciudadanos ilustres
- Yuri Andrópov, político soviético, Secretario General del Partido Comunista de la Unión Soviética.
- Aleksandr Petrov, animador y director de animación ruso.
- Fiódor Vólkov, actor ruso, fundador del primer teatro permanente en Rusia.

### Nacidos en Yaroslavl
- Iósif Vladímirov (siglo XVII), pintor ruso, iconógrafo
- Pedro Georgievich de Oldemburgo (1812–1881), príncipe germano-ruso, miembro de la casa de Oldemburgo y, por extensión, de la familia imperial rusa
- Aleksandr Liapunov (1857–1918), matemático y físico ruso
- Liveri Darkshevich (1858–1925), neurólogo ruso
- Serguéi Liapunov (1859–1924), compositor y pianista ruso
- Mijaíl Kuzmín (1872–1936), poeta y músico ruso
- Leonid Sóbinov (1872–1934), tenor operístico ruso
- Yuri Liubímov (1917–2014), actor y director de teatro ruso, fundador del Teatro Taganka
- Víktor Tsariov (1939), piragüista soviético
- Valentina Tereshkova (1937), cosmonauta, primera mujer en llegar al espacio
- Oleg Kisselev (1967), balonmanista de la selección soviética y la rusa
- Dmitri Popov (1967), futbolista y entrenador de fútbol
- Yelena Letúchaya (1978), presentadora de televisión, personalidad de la televisión y periodista rusa
- Aleksandr Galímov (1985–2011), jugador profesional de hockey sobre hielo